# Fred Hovey
Frederick Howard Hovey (ur. 7 października 1868 w Newton Centre, zm. 18 października 1945 w Miami Beach) – amerykański tenisista.

## Kariera tenisowa
Hovey studiował na Harvardzie i jako reprezentant tej uczelni zdobył mistrzostwo międzyuczelniane USA w grze pojedynczej (1890, 1891) i grze podwójnej (1892, w parze z Robertem Wrennem).
W 1895 roku wygrał mistrzostwa USA (obecnie US Open) w grze pojedynczej, pokonując w finale Roberta Wrenna. W latach 1892, 1893 i 1896 był finalistą zawodów.
Dwa razy Hovey był w mistrzostwach USA najlepszy w deblu, w 1883 i 1884 roku, natomiast w 1885 roku kończył turniej jako finalista. Za każdym razem tworzył parę z Clarence’em Hobartem.
W latach 1890–1896 Hovey był klasyfikowany w czołowej dziesiątce tenisistów amerykańskich, w tym w 1895 roku jako nr 1.
W 1974 roku został uhonorowany miejscem w międzynarodowej tenisowej galerii sławy.

### Finały w turniejach wielkoszlemowych

#### Gra pojedyncza (1–3)
| Końcowy wynik | Nr | Data | Turniej                              | Nawierzchnia | Przeciwnik      | Wynik finału            |
| ------------- | -- | ---- | ------------------------------------ | ------------ | --------------- | ----------------------- |
| Finalista     | 1. | 1892 | U.S. National Championships, Newport | Trawiasta    | Oliver Campbell | 5:7, 6:3, 3:6, 5:7      |
| Finalista     | 2. | 1893 | U.S. National Championships, Newport | Trawiasta    | Robert Wrenn    | 4:6, 6:3, 4:6, 4:6      |
| Zwycięzca     | 1. | 1895 | U.S. National Championships, Newport | Trawiasta    | Robert Wrenn    | 6:3, 6:2, 6:4           |
| Finalista     | 3. | 1896 | U.S. National Championships, Newport | Trawiasta    | Robert Wrenn    | 5:7, 6:3, 0:6, 6:1, 1:6 |

#### Gra podwójna (2–1)
| Końcowy wynik | Nr | Data | Turniej                              | Nawierzchnia | Partner         | Przeciwnicy                    | Wynik finału       |
| ------------- | -- | ---- | ------------------------------------ | ------------ | --------------- | ------------------------------ | ------------------ |
| Zwycięzca     | 1. | 1893 | U.S. National Championships, Chicago | Trawiasta    | Clarence Hobart | Oliver Campbell Bob Huntington | 6:3, 6:4, 4:6, 6:2 |
| Zwycięzca     | 2. | 1894 | U.S. National Championships, Newport | Trawiasta    | Clarence Hobart | Carr Neel Sam Neel             | 6:3, 8:6, 6:1      |
| Finalista     | 1. | 1895 | U.S. National Championships, Newport | Trawiasta    | Clarence Hobart | Malcolm Chace Robert Wrenn     | 5:7, 1:6, 6:8      |